# Уилкин (окръг, Минесота)
Окръг Уилкин (на английски: Wilkin County) е окръг в щата Минесота, Съединени американски щати. Площта му е 1948 km², а населението - 7138 души (2000). Административен център е град Брекънридж.